# Кобудо
Кобудо (на японски: 沖縄古武道 – „стар боен път на Окинава“) е общото наименование на древните бойни системи за работа с оръжие, използвани в окинавските бойни изкуства. Тези системи могат да имат от едно до няколко оръжия в учебната си програма, сред които бо, сай, тонфа, нунчаку, теко и др. По-рядко срещани окинавски оръжия са еку, тамбо и ханбо.

## История
Преди 15 век Окинава, малък остров, разположен на юг от Япония, е бил разделен на три кралства – Чузан, Хокузан и Нанзан. След много политически сътресения Окинава се обединява под управлението на династията Шо през 1429 г. През 1477 г. на власт идва император Шо Шин. Решен да наложи своите философски и етични идеи, като същевременно забранява феодализма, императорът въвежда забрана за оръжия, с което става престъпление да се носят или притежават оръжия като мечове, в опит да се предотвратят по-нататъшни сътресения и да се предотврати въстание.
През 1609 г. временният мир, установен от Шо Шин, е бил насилствено свален, когато могъщият клан Шимазу от Сацума нахлува и завладява Окинава. Лордовете на Шимазу налагат нова забрана за оръжия, оставяйки окинавците беззащитни срещу самурайските оръжия. В опит да се защитят, хората от Окинава започват да използват простите селскостопански инструменти, които самураите няма да могат да конфискуват, като нов метод за защита. Това се превръща в древен боен начин на използване на оръжия, известен днес като кобудо.